# Reynolds (Georgia)
Reynolds es un pueblo ubicado en el condado de Taylor en el estado estadounidense de Georgia. En el censo de 2000, su población era de 1036 habitantes.

## Historia
Se dice que la ciudad fue construida por el Dr. Alfred Coleman. En 1853 empezó a llamarse ciudad de Reynolds, aunque el origen de este nombre es desconocido. El catálogo del Instituto Reynolds dice que fue llamada así por John Reynolds, un famoso gobernador de Georgia, pero otra fuente dice que el nombre viene de un superintendente del ferrocarril por aquella época.
El primer edificio de ladrillo fue construido por la Compañía Bryan en 1886 y fue el único edificio de ladrillo de la ciudad exceptuando el Palacio de Justicia.
El padre de Malcolm X nació en esta ciudad en julio de 1890. Como cuenta Malcom X en su autobiografía, su padre tuvo que dejar el colegio después del tercer o cuarto grado, y tuvo que dejar la ciudad tras unos actos violentos en los que perdió un ojo, y de los que nunca contó a sus hijos los detalles.

## Demografía
En el 2000 la renta per cápita promedia del hogar era de $25,347, y el ingreso promedio para una familia era de $30,179. El ingreso per cápita para la localidad era de $16,071. Los hombres tenían un ingreso per cápita de $37,917 contra $20,500 para las mujeres.

## Geografía
Reynolds se encuentra ubicado en las coordenadas 32°33′33″N 84°5′44″O / 32.55917, -84.09556 (32.559167, -84.095556).
Según la Oficina del Censo, la localidad tiene un área total de 3,4 km² (1,3 mi²), de la cual 3,4 km² (1,3 mi²) es tierra y 0 km² (0 mi²) (0.00%) es agua.